# كريستوف كارل فون بولو
كريستوف كارل فون بولو (بالألمانية: Christoph Karl von Bülow)‏ هو ضابط ألماني، ولد في 1716، وتوفي في 1788 في بازهفالك في ألمانيا.